# Trampa para ratones (juego)
Trampa para ratones (originalmente Juego de Trampa para ratones) es un juego de mesa publicado por primera vez por Ideal en 1963 para dos a cuatro jugadores. El juego fue uno de los primeros juegos de mesa tridimensionales producidos en masa. En el curso del juego, los jugadores al principio cooperaron para construir una trampa de ratón como la de Rube Goldberg.  Una vez construida la trampa para ratones, los jugadores se vuelven unos contra otros, intentando atrapar las piezas de juego con forma de ratón de sus oponentes.

## Juego
La premisa básica del juego ha sido consistente a lo largo del tiempo, pero el juego por turnos ha cambiado. La versión original, diseñada por Hank Kramer de la Compañía del Juguete Ideal, permite a los jugadores casi no tomar decisiones, en consonancia con otros juegos para niños muy pequeños como Candyland o Chutes y Ladders (Snakes and Ladders). En 1975, el juego de mesa que rodea la trampa para ratones fue rediseñado por Sid Sackson, añadiendo los trozos de queso y permitiendo al jugador maniobrar a sus oponentes en el espacio de la trampa. En 2004 se lanzó una versión modificada en el Reino Unido, que incluía tres trampas para ratones (con un disparador especializado que funcionaba de forma aleatoria) y un tablero y unos componentes de plástico completamente diferentes. En 2014 se añadieron a una nueva versión los personajes del universo Elefun y Amigos.

## Controversia sobre la licencia
El diseñador del juego Marvin Glass (y su empresa, Marvin Glass and Associates) se negó a pagar derechos de licencia o regalías a Rube Goldberg, aunque reconoció la inspiración de Goldberg así como las claras similitudes entre el juego y un dibujo de Goldberg. Glass continuó desarrollando dos juegos menos conocidos basados en diseños de Goldberg, Crazy Clock Game (1964) y Fish Bait (1965), ninguno de los cuales acreditaba la influencia de Goldberg. Anciano y casi jubilado, Goldberg se negó a emprender acciones legales contra Glass porque la inspiración y las ideas no son propiedad intelectual que pueda ser protegida con un derecho de autor, una marca comercial o una patente, y en su lugar optó por vender los derechos de licencia de sus dibujos a otra empresa de juguetes, Model Products, para ayudar a asegurar los derechos de propiedad intelectual específicos que poseía y por los que podría recibir regalías.

## Televisión
Trampa para ratones fue adaptado a un programa de juegos que apareció en el  programa televisivo infantil británico Motormouth. Una vida-juego de mesa de medida estuvo creado y el niño contestants tomó el sitio de los ratones.

## Juegos similares
| Juego del Reloj Loco | Juego del Reloj Loco |
| -------------------- | -------------------- |
| Fabricante           | Compañía Ideal Toy   |
| Editor               | Compañía Ideal Toy   |
| Años Activo          | 1964 - ?             |
| Género               | Juego de Mesa        |
| Idioma               | Inglés               |
| Jugadores            | 2-4                  |
| Tiempo de Armado     | 15 min               |
| Duración             | 30 min               |
| Sinónimos            | Crazy Clock          |

Juegos similares de Ideal incluyen el Juego del Reloj Loco (Crazy Clock) y el Juego de Cebo para Peces, publicado por la  Compañía de Juguete Ideal en 1964. Fueron lanzados un año después del juego hermano Trampa para Ratones.
En Crazy Clock, los jugadores también corren para construir una máquina de Rube Goldberg. El juego viene con una baraja de cartas, cada una de las cuales ilustra cómo encaja una pieza de la máquina. La baraja se reparte a los jugadores. El jugador comienza con la primera carta, la carta 1; luego los jugadores juegan tantas cartas (instalan tantos componentes de la máquina) como puedan, y luego pasan al siguiente jugador. Después de montar completamente, se turnan para tratar de operar la máquina, empezando por el jugador que instaló el último componente; el ganador es el primero que lo logra.